# اللغة القبطية

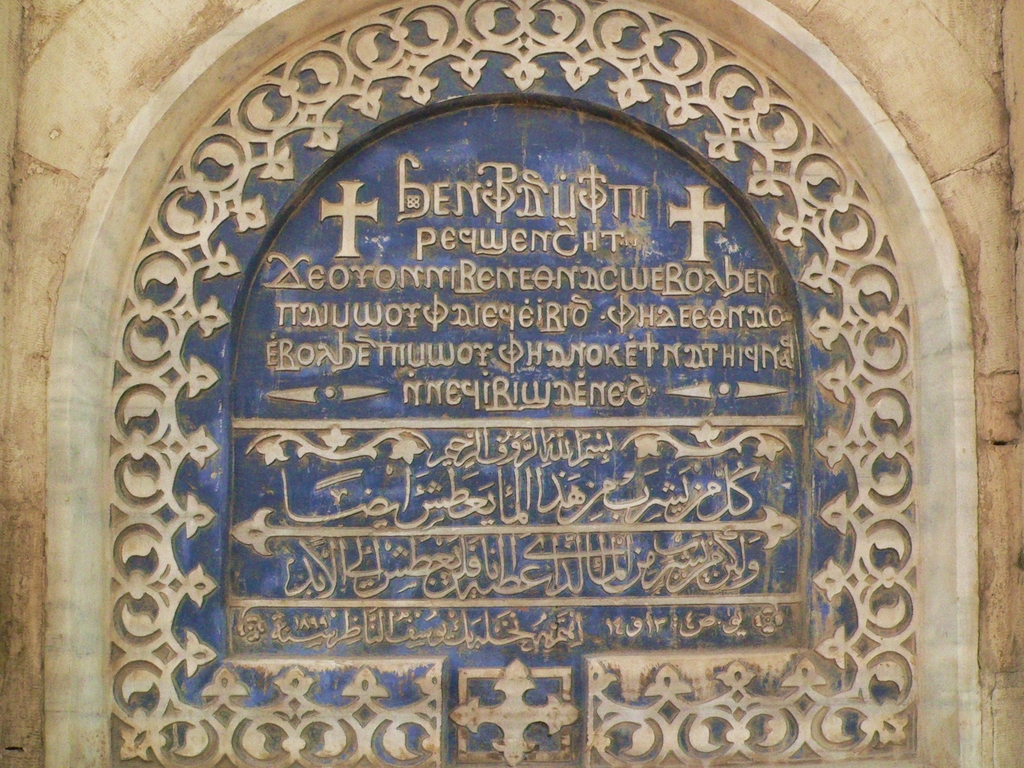
نص مكتوب باللغتين العربية والقبطية على سبيل في مصر.

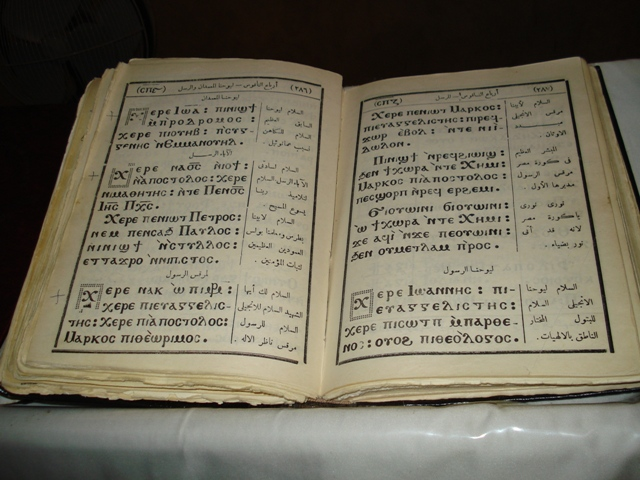
كتاب الإبصلمودية بالقبطية مترجم للعربية.

القبطية (القبطية البحيرية:ϯⲙⲉⲧⲣⲉⲙⲛ̀ⲭⲏⲙⲓ
اللهجة المصرية:Timetremǹkhēmi ) هي مجموعة من اللهجات المصرية ذات الصلة الوثيقة، والتي تمثل أحدث تطورات اللغة المصرية القديمة،   ويتحدث بها الأقباط تاريخيًا، بدءًا من القرن الثالث الميلادي في مصر الرومانية. حلت اللغة العربية محل اللغة القبطية كلغة رئيسية يتحدث بها المصريون بعد الفتح الإسلامي لمصر، وتم استبدالها ببطء على مر القرون. لا يوجد متحدثون أصليون للغة القبطية اليوم، على الرغم من أنها لا تزال مستخدمة يوميًا كلغة طقسية للكنيسة القبطية الأرثوذكسية والكنيسة القبطية الكاثوليكية. تتميز اللغة القبطية عن الفترات السابقة للغة المصرية بالابتكارات في القواعد النحوية وعلم الأصوات وتدفق الكلمات اليونانية المستعارة. وهي تـٌكتب بالأبجدية القبطية، وهي شكل معدّل من الأبجدية اليونانية مع سبعة أحرف إضافية مستعارة من النص المصري الديموطيقي.
اللهجات القبطية الرئيسية هي الصعيدية، والبحيرية، والأخميمية، والفيومية، والليكوبوليتانية، والأوكسيرينشية. كانت اللغة القبطية الصعيدية منتشرة بين مدينتي أسيوط وأوكسيرينخوس  وازدهرت كلغة أدبية في جميع أنحاء مصر في الفترة حوالي ق. 325– ق. 800 م.  اللغة البحيرية، لغة دلتا النيل، اكتسبت شهرة في القرن التاسع وهي اللهجة التي تستخدمها الكنيسة القبطية.
يسجل أبيه ماريوس شين رأياً جديداً في مقال له عن اللغة الوطنية الشعبية لمصر القديمة يؤكد فيه على أن اللغة المصرية واللغة القبطية كانتا متعاصرتين وموجودتين معا منذ أقدم العصور. ويقدم دراسة مستفيضة لقواعد اللغتين يستخلص منها أن اللغة المصرية لم تكن لغة تخاطب وإنها هي مأخوذة عن القبطية - باعتبار أن القبطية هي الأصل - وقد صيغت بحيث يستخدمها الكهنة والكتبة فقط. وظلت معرفتها في دائرة الكتية فقط دون عامة الشعب وهكذا صحيح فلم نجد مخطوطة هيروغليفية شعبية (أي أن الشعب كتبها) فاللغة القبطية هي اللغة المصرية القديمة التي تكلم بها الشعب منذ فجر التاريخ المصري وحتى القرن الثاني عشر.

## أقدم بردية قبطية
- المرحلة الأولى

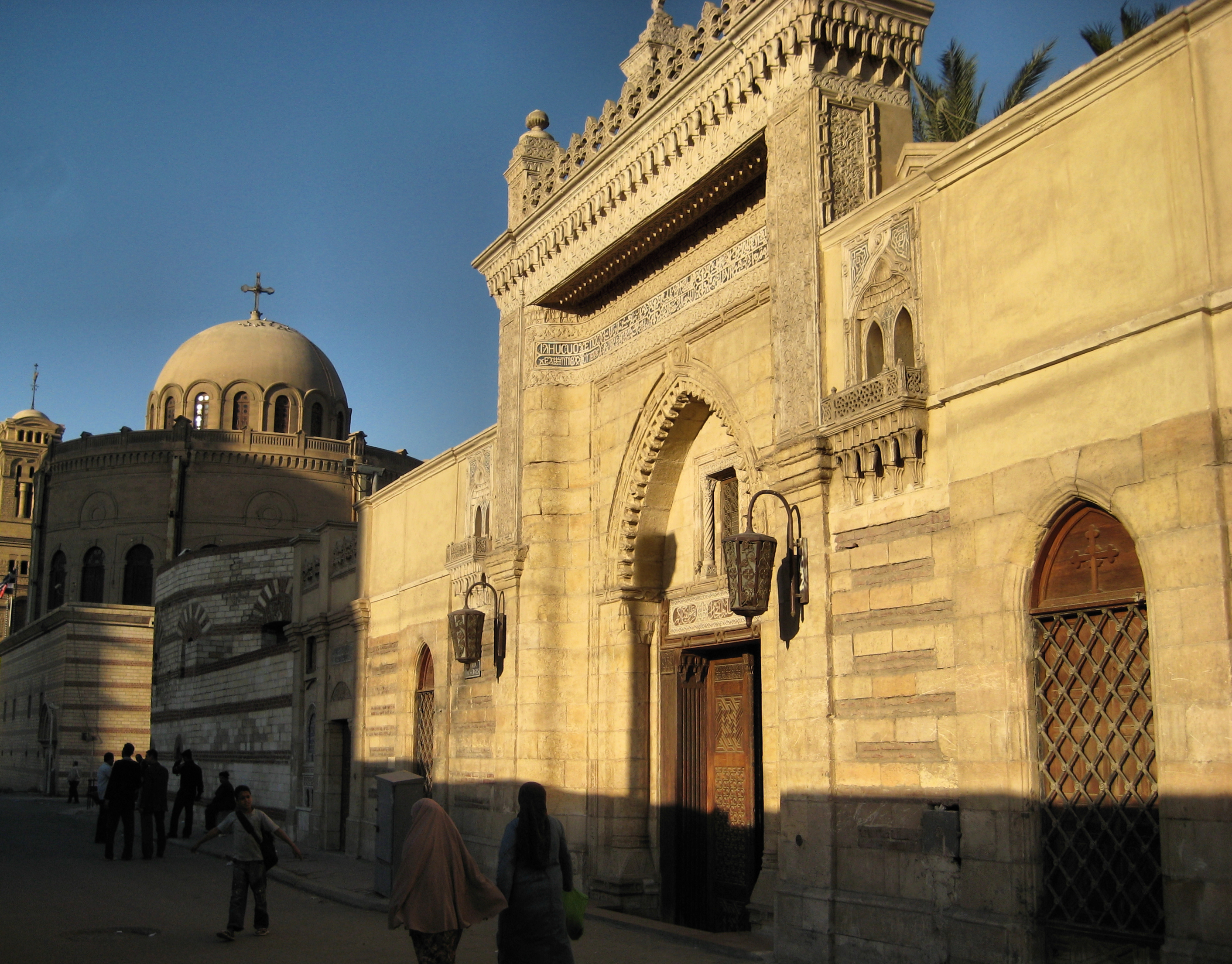
زخارف بالقبطية والعربية تعلو بوابة كنيسة بالقاهرة

إن أقدم بردية موجودة إلى الآن تسجل واحدة من الكتابات الأولى لكتابة لغة التخاطب المصرية بالحروف اليونانية (Proto Coptic) هي بردية هايدلبرج 414 التي ترجع إلى منتصف القرن الثالث قبل الميلاد. وتشتمل على قائمة لمفردات قبطية بحروف يونانية مع ما يقابلها في المعنى باللغة اليونانية.
و هي مكتوبة بواسطة مصريين. وربما سبقت هذه الوثيقة محاولات أخرى لم تصل الينا.
- المرحلة الثانية

بدات في العصر الروماني وهي المعروفة بالكتابة القبطية القديمة Old Coptic وترجع وثائقها إلى المصريين الوثنيين الذين عاشوا في القرنين الثاني والثالث قبل الميلاد. وهي وثائق لا علاقة لها بالمسيحيين لأنها تتصل بالسحر والتنجيم بالإضافة إلى لافتات المومياوات وما شابه ذلك.

## دور الكنيسة في تعميم استخدام اللغة القبطية

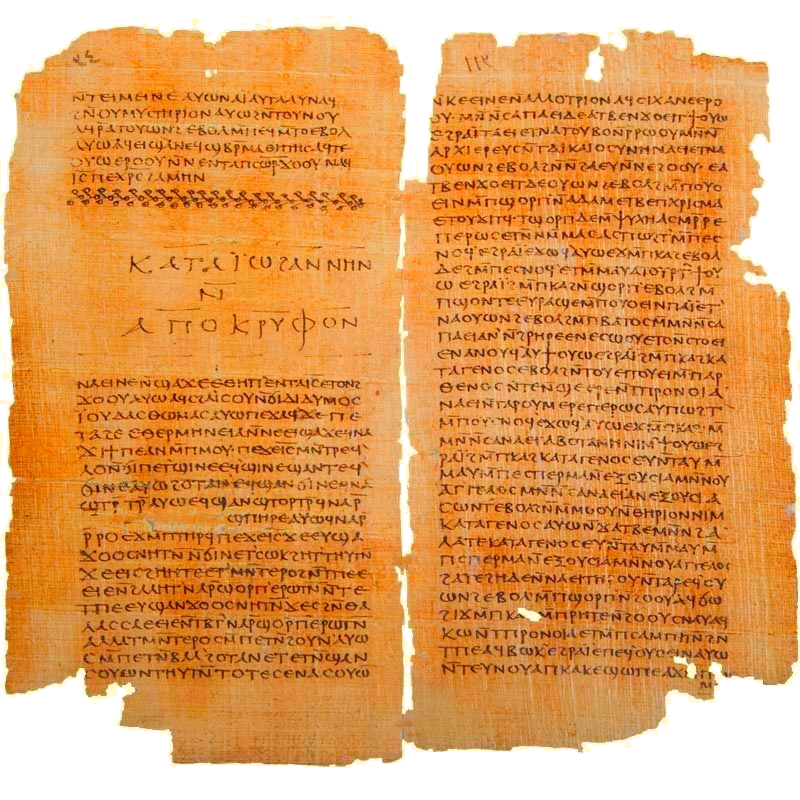
إنجيل توما والكتاب السري ليوحنا (أبوكريفون يوحنا)، مخطوطة رقم 2 من مخطوطات نجع حمادي. نصوص غنوصية مسيحية مبكرة.

بالرغم من أن المحاولات الأولى للكتابة القبطية وكذلك أيضا الوثائق المعروفة باسم "النصوص القبطية ما قبل المسيحية" قد تمت بواسطة المصريين القدماء كنتيجة طبيعية لتزاوجهم مع اليونانيين، حيث وُجدت نصوص تسبق العصر القبطي مكتوبة باللغة القبطية وهي نصوص أدبية من الأدب اليوناني الفلسفي الكلاسيكي، إلا أن الفضل في تثبيت الأبجدية المصرية القبطية في الوضع الذي تعرف به حاليا وتطبيع نظام هجاء الكلمات كان بواسطة العلامة بنتينوس مدير مدرسة الإسكندرية اللاهوتية والذي قام بترجمة قبطية للكتاب المقدس في عهد البابا ديمتريوس البطريرك الثاني عشر 189 - 232 م وخلفائه.
ففي البداية كان الإنجيل يقرأ باليونانية ثم يترجم شفاهياً للغة القبطية حيث لم يكن قد تمت ترجمته للقبطية بعد، ولما زادت الحاجة إلى ترجمة مصرية قبطية مكتوبة للإنجيل، استخدمت الأبجدية اليونانية لهذا الغرض مع إضافة بعض الحروف المصرية الديموطيقية وهي Ϣ Ϥ Ϧ Ϩ Ϫ Ϭ Ϯ. ومع انتشار ترجمة الإنجيل عن النسخة اليونانية المعروفة بالترجمة السبعينية Septuagint بين الناس، انتشرت معه الكتابة القبطية وعم استخدامها. ومن بين أشهر المخطوطات القبطية التي ترجع إلى نهاية القرن الثالث وبداية القرن الرابع الميلاديين مخطوطات نجع حمادي الغنوصية.

## الأبجدية القبطية
تتكون الأبجدية القبطية من 32 حرفاً، 7 منهم من أصل ديموطيقي، 24 حرفاً من أصل يوناني، بالإضافة إلى الحرف السادس ⲋ الذي لا يدخل في تكوين الكلمات ويستعمل كرقم 6.

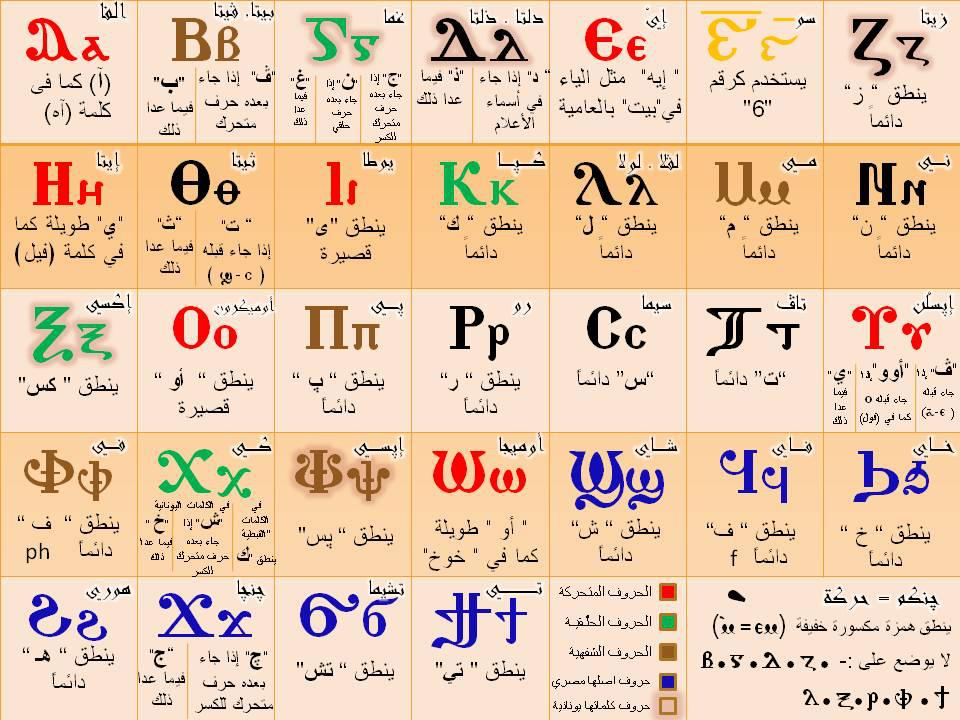
جدول للحروف القبطية مع التوضيح باللغة العربية يحتوي على: -اسم الحرف-أوضاع النطق المختلفة-الحروف المتحركة-الحروف الحلقية- الحروف الشفهية-الحروف ذات الأصل المصري- الحروف التي تظهر غالباً في الكلمات ذات الأصل اليوناني-علامة الجنكم-رقم سو

| اسم الحرف | رمز الحرف | ملاحظات                       |
| --------- | --------- | ----------------------------- |
| ألفا      | ⲁ         | ينطق ا مفخمة                  |
| ويضا      | ⲃ         | ينطق ب أو ف أو و              |
| غما       | ⲅ         | ينطق ن أو ج أو غ              |
| دلدا      | ⲇ         | ينطق د                        |
| أيْا       | ⲉ         | ينطق فتحة أو ألف مخطوفة       |
| سو        | ⲋ         | رقم ستة (6)                   |
| زادا      | ⲍ         | ينطق ز                        |
| هادة      | ⲏ         | ينطق ي طويلة أو ألف لينة      |
| تيتا      | ⲑ         | ينطق ت أو ط                   |
| يوطا      | ⲓ         | ينطق ي قصيرة                  |
| كپا       | ⲕ         | ينطق ك                        |
| لولا      | ⲗ         | ينطق ل                        |
| مي        | ⲙ         | ينطق م                        |
| ني        | ⲛ         | ينطق ن                        |
| إكسي      | ⲝ         | ينطق ك+س                      |
| أو        | ⲟ         | ينطق و قصيرة                  |
| پي        | ⲡ         | ينطق پ                        |
| رو        | ⲣ         | ينطق ر                        |
| سيما      | ⲥ         | ينطق س                        |
| تاڤ       | ⲧ         | ينطق ت أو د أو ض              |
| إپسلُن     | ⲩ         | ينطق ي أو و مضمومة            |
| في        | ⲫ         | ينطق ف أو پ                   |
| كي        | ⲭ         | ينطق ك أو ش أو خ              |
| إپسي      | ⲯ         | ينطق پ+س                      |
| أوْ        | ⲱ         | ينطق و طويلة (مثل كلمة "خوخ") |
| شاي       | ϣ         | ينطق ش                        |
| فاي       | ϥ         | ينطق ف                        |
| خاي       | ϧ         | ينطق خ                        |
| هوري      | ϩ         | ينطق هـ أو ح                  |
| چنچا      | ϫ         | ينطق چ                        |
| تشيما     | ϭ         | ينطق ت+ش                      |
| دي        | ϯ         | ينطق د+ي                      |

## دخائل قبطية في اللهجات المصرية
- كلمه زيطا: وتنطق مثل أحد الحروف القبطية وتعني: الوحل.
- البعبع =وتعني (العفريت) بالعربية.
- بخ: بمعنى شيطان.
- هنثور= حصان ونحن نقول عربية حنطور أي عربة تُجَر بواسطة حصان
- شوم إن نيسيم == بساتين الزروع.. شوم = بساتين، إن = الـ (أداة إضافة)، نيسيم == زروع
- موؤو = ماء وقد تطورت لتصبح أمبو دلالة على العطش.
- كين (كِن) = كفي، يستخدمها الفلاحون بكثرة بمعنى أهدئ.
- واحا = واحة، بمعنى نجع أو مكان ذو ماء وبساتين وسط الصحراء.أصل كلمة (Oasis) الفرنسية

## تطوير وإصلاح اللغة القبطية

صليب قبطي مكتوب حوله باللغة القبطية.

قام البابا كيرلس الرابع (1854 – 1856 م) بإصلاح اللغة القبطية نتيجة لإجحام اللسان العربي وتداخله مع اللغة القبطية فظهرت حروف جديدة بلسان المصريين كحرف الضاد الظاء. وتسبب هذا في تغيير نطق بعض الكلمات القبطية مما أدى إلى ضرورة التدخل لإصلاح اللغة. واختفاء حروف كانت موجودة من قبل مثل حرف الدال (حرف الدلتا ينطق دال في أسماء الأعلام فقط وهناك كلمات قليلة جدا ينطق بها حرف التاف دال ما عدا ذلك لم يعد يوجد دال في اللغة القبطية)
رواية أخرى تقول إذ أن ما حدث أيام البابا كيرلس الرابع أن المعلم عريان أفندي جرجس مفتاح قد غَيَّرْ النطق القبطي الأصيل بنطق بإتباع النطق الحديث للغة اليونانية والتي تختلف تماماً عن اللغة القبطية الجميلة والسلسة في نطقها قبل أن يغير ذلك المعلم عريان أفندي جرجس مفتاح النطق ويستبدله بالنطق اليوناني الحديث تم هذا في سنة 1858م ومنذ ذلك التاريخ واللغة القبطية في محنة كبيرة إذ أن أبناؤها لا يعرفون الآن النطق القبطي الأصيل والذي يتضح بمقارنة بعض الأعلام القبطية بنطقها القديم والذي ما زال مستعملاً مع النطق الحديث الشاذ فمثلاً شنودة ينطق حالياً شينوتي وموسى بنطق الياء ألفاً ممدودة أصبح ينطق موسي بكسر الياء وبسطوروس أصبح بيإستافورس دانيال أصبح ذانيئيل وتاداوس أصبح ثيذيؤس وتواضروس أصبح ثيؤذورس. مع ملاحظة عدم سلاسة النطق الحديث والغريب عن الحنجرة القبطية والتي لا تستسيغ نطق حرف الثاء ولكنها تستبدلة بالتاء حتى في اللغة العربية وهناك الكثير والكثير.

## تعليم المصرية القبطية
يوجد العديد من المراجع لتعلم اللغة المصرية القديمة أهمها كالتالي
1. قواعد اللغة المصرية القبطية
2. السلالم والتفاسير لأولاد العسال
3. أخوم فات
4. البرديات القديمة

## وصلات خارجية
- مركز اللغة القبطية علي موقع الكنوز القبطية
- دور اللغة القبطية في العامية المصرية
- تعلم القبطية البحيرية
- تعلم القبطية من كنيسة القديس تكلا في الإسكندرية
- مواقع لتعليم القبطية
- تاريخ اللغة القبطية
- مخطوط قبطي, 700–900
- مجموعة الحروف القبطية في اليونيكود
- العهد الجديد باللغة القبطية البحيرية
- العهد الجديد باللغة القبطية الصعيدية
- قوانين الآباء الرسل باللغة القبطية
- كتاب المرجع في قواعد اللغة القبطية - رسالة مارمينا
- كتاب قواعد اللغة المصرية القبطية للدكتور جورجي صبحي
- كتاب تمهيد مصور لكتب أخوم فات في تعليم لغة الأقباط للمرحوم أقلاديوس بك لبيب
- علم النحو القبطي عربيا قبطيا روميا لأثناسيوس كيركريوس ويحتوي على السلم السمنودي، المقدمة للشيخ العلم ابن كاتب قيصر ويسمى التبصرة، السلم الكبير لشمس الرياسة ابن الشيخ الأكمل الأسعد المعروف بابن كبر، كتاب السلم المقفى والذهب المصفى للمؤتمن أبو اسحق ابن الشيخ الريس فخر الدولة أبي المفضل بن العسال
- فهرس المخطوطات القبطية بالمتحف البريطاني
- موسوعة من تراث القبط، أ.د. سمير فوزي جرجس